# Zoothérapie
 (mars 2019).

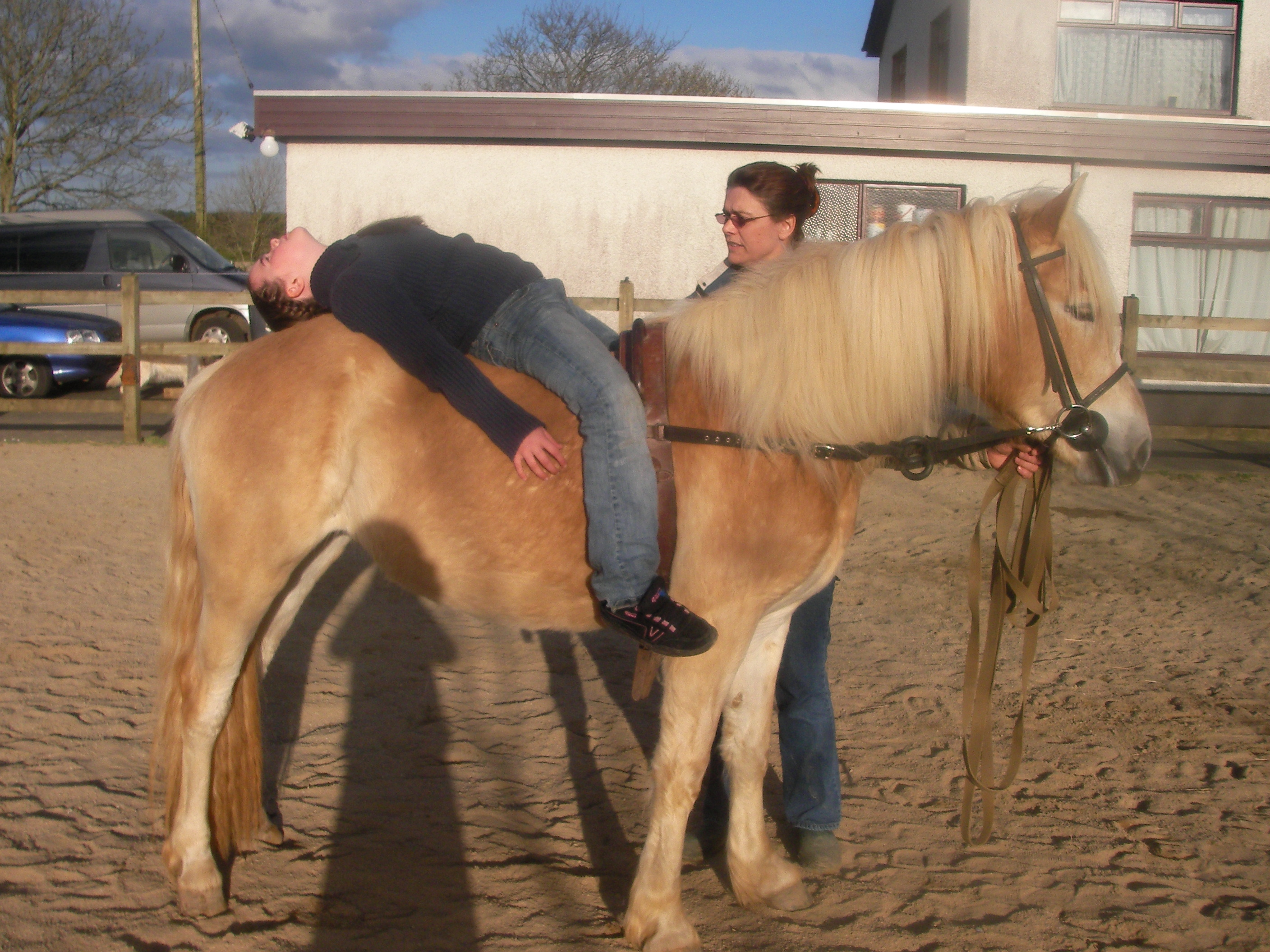
Zoothérapie équine : équithérapie.

La zoothérapie (ou thérapie assistée par l’animal) désigne un ensemble de méthodes thérapeutiques non conventionnelles qui utilisent la proximité d'un animal domestique ou de compagnie, auprès d'un humain souffrant de troubles mentaux, physiques ou sociaux pour réduire le stress ou les conséquences d'un traitement médical ou des problèmes post-opératoires. Le terme de zoothérapie regroupe deux concepts distincts : la Thérapie Assistée par l’Animal (TAA) et l’Activité Assistée par l’Animal (AAA). Lorsqu'elle utilise le cheval, il s'agit d'hippothérapie, d'équithérapie ou de thérapie avec le cheval selon l'approche proposée. Elle peut également se pratiquer avec d'autres animaux comme le chien (cynothérapie), le lapin, le chat, le dauphin (delphinothérapie), l'alpaga...
Plusieurs études tendent à confirmer les effets bénéfiques de la présence d’animaux auprès de différentes populations de tout âge et sur des troubles variés, tels que des troubles mentaux : autisme, démence, Alzheimer, anxiété, stress post-traumatique, etc. Toutefois un certain nombre d'études ont fait l'objet de critiques concernant leur manque de rigueur méthodologique pour prouver objectivement une efficacité comparée à l'effet placebo ou à une plus grande socialisation.

## Histoire
Au IXe siècle des animaux assistent les handicapés à Gheel en Belgique. En 1792, William Tuke fonde le York Retreat dans le Yorkshire en Angleterre, à cette époque les malades mentaux sont traités très durement, ils sont enchaînés, enfermés, battus. En leur proposant de s’occuper d’animaux il va s’apercevoir qu’ils peuvent se concentrer et se responsabiliser.
Après la Première Guerre mondiale, le Pawling Army Air Force convalescent Hospital de New York utilise des chiens comme aide à la thérapie pour aider des soldats traumatisés. Toutefois, ce sont les infirmières qui ont implanté la pratique en milieu thérapeutique. Florence Nightingale, fondatrice des techniques infirmières modernes, fut l’une des pionnières dans l’emploi d'animaux pour améliorer la qualité de vie des patients. Durant la guerre de Crimée (1854-1856), elle gardait une tortue à l’hôpital parce qu’elle savait, pour avoir observé le comportement des animaux depuis sa tendre enfance, que ceux-ci avaient le pouvoir de réconforter les gens et de diminuer leur anxiété [cette section demande à être étoffée].
C’est le psychiatre américain Boris Levinson qui va véritablement découvrir les possibilités du chien dans la thérapie en 1953. Cela va se faire par hasard grâce à son chien Jingles. Levinson reçoit un matin un appel émanant de parents désespérés car leur enfant autiste doit être interné dans un institut spécialisé. Il accepte de les recevoir et oublie que son chien est resté dans son cabinet (d’ordinaire celui-ci lui est interdit). Dès que le couple entre, Jingles se dirige vers l’enfant, le renifle, le lèche et alors là c’est un miracle, l’enfant complètement replié sur lui-même refusant toute communication avec le monde extérieur va se mettre à parler avec le chien, il demandera même à revenir pour le revoir. C’est ainsi qu’est né la Pet Facilitated Psychotherapy (psychothérapie facilitée par l’animal). D’autres thérapeutes comme Friedmann, Katcher, Lynch, Thomas vont mettre en évidence les effets de l’animal sur la santé : le simple fait de caresser fait baisser la tension artérielle. Le Dr Serpell de Cambridge a démontré que l’animal familier permet de vivre plus vieux et en meilleure santé avec chez les personnes âgées, une diminution des fractures du col du fémur[réf. nécessaire]. Voelker va prouver que l’animal suscite des réactions psycho-affectives positives et motive les personnes handicapées physiques, par exemple en le soignant[réf. nécessaire]. Il résulte une amélioration des capacités psychomotrices et un soutien psychologique. Des expériences d’introduction de chiens dans les prisons aux États-Unis ont eu comme résultat des détenus plus calmes, avec moins de dépression et d’agressivité[réf. nécessaire].

## Dans le monde

### Suisse
En Suisse, depuis 1989, Pascal Bianchi, psychologue et zoothérapeute a dirigé plusieurs études sur les bienfaits, les troubles liés à la maladie d'Alzheimer et la répercussion favorable de l'animal pour les patients en soins palliatifs[réf. nécessaire]. Les résultats tendent à démontrer les effets physiologiques que provoque les petits animaux sont tout aussi important que ce que nous pouvons constater avec le chien. La formation en Suisse se déroule sur quatre ans avec des phases pratique et théorique[réf. nécessaire].

### Québec
Dès les années 1990, il y a du mouvement au Québec en zoothérapie. Quelques acteurs font figurent de pionniers : l'Institut Canadien de zoothérapie (Montréal), l'Institut de zoothérapie du Québec (Québec, 1993), le Symposium de zoothérapie de l'hôpital Louis-Hippolyte-Lafontaine, Zoothérapie Québec, le module de thérapie assistée par l'animal de l'Hôpital Rivière-des-Prairies (TAPA) ainsi que celui de l'hôpital Douglas. Le Québec voit aussi naître (et se dissoudre) le Groupe d’intervention et de recherche sur la relation humain-animal (GIRRHA). L'année 2001 est l'année de fondation de l'Association québécoise de zoothérapie, une association ayant pour objet de regrouper et soutenir les principaux acteurs de la zoothérapie au Québec dans l'exercice de leur métier. Dissoute en 2010, ses dernières années furent marquées par le démarrage de la Corporation des zoothérapeutes du Québec (2006). La mission de la CZQ est de rassembler les professionnels pour faire connaître et reconnaître la zoothérapie en tant que profession exerçant avec un animal partenaire d'intervention en zoothérapie (APIZ). Tous les membres de la CZQ ont suivi une formation professionnelle en zoothérapie et exercent dans le respect du code de déontologie de la CZQ. Toujours dans les années 2000, la Fédération d’équitation thérapeutique québécoise sera aussi créée. De plus, plusieurs programmes de formation privés se développent : formation en équitation thérapeutique à l’ITA de La Pocatière (programme autofinancé), École internationale de zoothérapie à Montréal, Zoothérapie Québec, Institut de zoothérapie du Québec à Québec, Amis-maux à Québec, Programme de formation professionnel en zoothérapie, Centre professionnel de zoothérapie, et Centre Humanimal.
Les curriculum de formation sont multiples et le nombre d'heures dispensées, variable. Le Québec connaît aussi alors l'essor de la pratique privée en zoothérapie ainsi qu'un intérêt grandissant du public. Ce n'est toutefois qu'en 2006 que le premier programme ayant une reconnaissance ministérielle (Ministère de l'éducation, du sport et du loisir) verra le jour au Québec. Il s'agit de l'Attestation d'études collégiales: Stratégies d’intervention en zoothérapie, offerte conjointement par le Cégep et l'ITA de La Pocatière. En 2010, l'AEC déménage son action vers la région de St-Hyacinthe. Les nouvelles cohortes s'y déroulent depuis. L'année 2013 démarre avec une autre première innovante : une nouvelle AEC en zoothérapie bâtie sur mesure à la réalité d'une seule discipline : l'éducation spécialisée. Toujours offerte par le Cégep de La Pocatière, cette formation permet le maillage étroit entre la technique d'éducation spécialisée et l'intervention assistée/facilitée par l'animal. La première formation est créée en 2001 par Arielle Berghman, zoothérapeute,. Son concept d'enseignement de la zoothérapie en trois volets : psychologie humaine-animale-zoothérapie, est reprise depuis dans la plupart des écoles de formation.C'est également la première clinicienne à utiliser l'identité individuelle de l'animal en corrélation directe avec la problématique du patient. La Corporation des Zoothérapeutes du Québec reste aujourd'hui le plus ancien et le plus grand regroupement de zoothérapeutes professionnels indépendants à travers le Québec et les provinces avoisinantes. À ce jour, seul l'AEC de La Pocatière, l'AEC de Saint-Hyacinthe, ainsi que le programme Synergie plumes et poils sont reconnues par la CZQ.

### France
En France, l'usage de la notion de zoothérapie est restée longtemps extrêmement controversée. Le débat vif engagé sur la notion de « thérapie » entre soignant et non soignant a conduit les professionnels à lui préférer les notions de médiation animale ou d'activités associant l'animal. Se servir du concept de A.A.A. permet de différencier avec plus de précisions les objectifs de la rencontre entre l'homme et l'animal : Les AAA sont associées à une intentionnalité, celle d’associer l’animal à un projet professionnel et/ou une compétence spécifique qu’il soit éducatif (AAA-E), social (AAA-S), thérapeutique (AAA-T) ou de recherche (AAA-R). Ce débat a conduit à un paradoxe : la zoothérapie pratiquée au Canada correspond en France aux Activités Associant l'Animal à visée thérapeutique. Mais en France, la zoothérapie correspond souvent à des Activités Associant l'Animal dont l'objectif serait thérapeutique.
Depuis novembre 2012, l'EAPAC (Éthologie Appliquée aux Animaux de Compagnie) est accrédité par l'État pour délivrer le diplôme de Comportementaliste-Médiateur pour Animaux de Compagnie. Auparavant la formation initiale de l'intervenant n'était pas une spécialisation reconnue officiellement.
L'association française d'information et de recherche sur l'animal de compagnie (AFIRAC - une association appartenant à l'industrie des fabricants d'animaux) a été créée en 1976 avec pour objectif d'étudier le phénomène social que constitue la cohabitation entre l'animal familier et l'homme et de répondre aux questions suscitées par cette vie en commun. Elle a été présidée par le docteur vétérinaire Ange Condoret, le Professeur Hubert Montagner chercheur à l'Inserm, et depuis 2001, le docteur Didier Vernay, neurologue au CHU de Clermont-Ferrand. La Fédération internationale de thérapie et de relation d’aide par la médiation[source insuffisante] réunit des professionnels et des associations de la santé en vue de proposer une assistance par la médiation notamment animale aux personnes en mal être au sens large. La Fédération vise à garantir la qualité de ce type de thérapie au niveau européen et a été reconnu en tant qu'ONGI au sein du Conseil de l'Europe en 2007. Elle est à ce jour le seul organisme à avoir obtenu une reconnaissance supra étatique.

## Animaux sollicités

### Cheval
Trois pratiques à distinguer[réf. nécessaire] et qui induisent des formations différentes :
- Équithérapie : Soin psychique médiatisé par le cheval.
- Thérapie avec le cheval (TAC)
- L’hippothérapie constitue une forme de physiothérapie qui tire profit des mouvements du cheval au pas[15].

### Chien

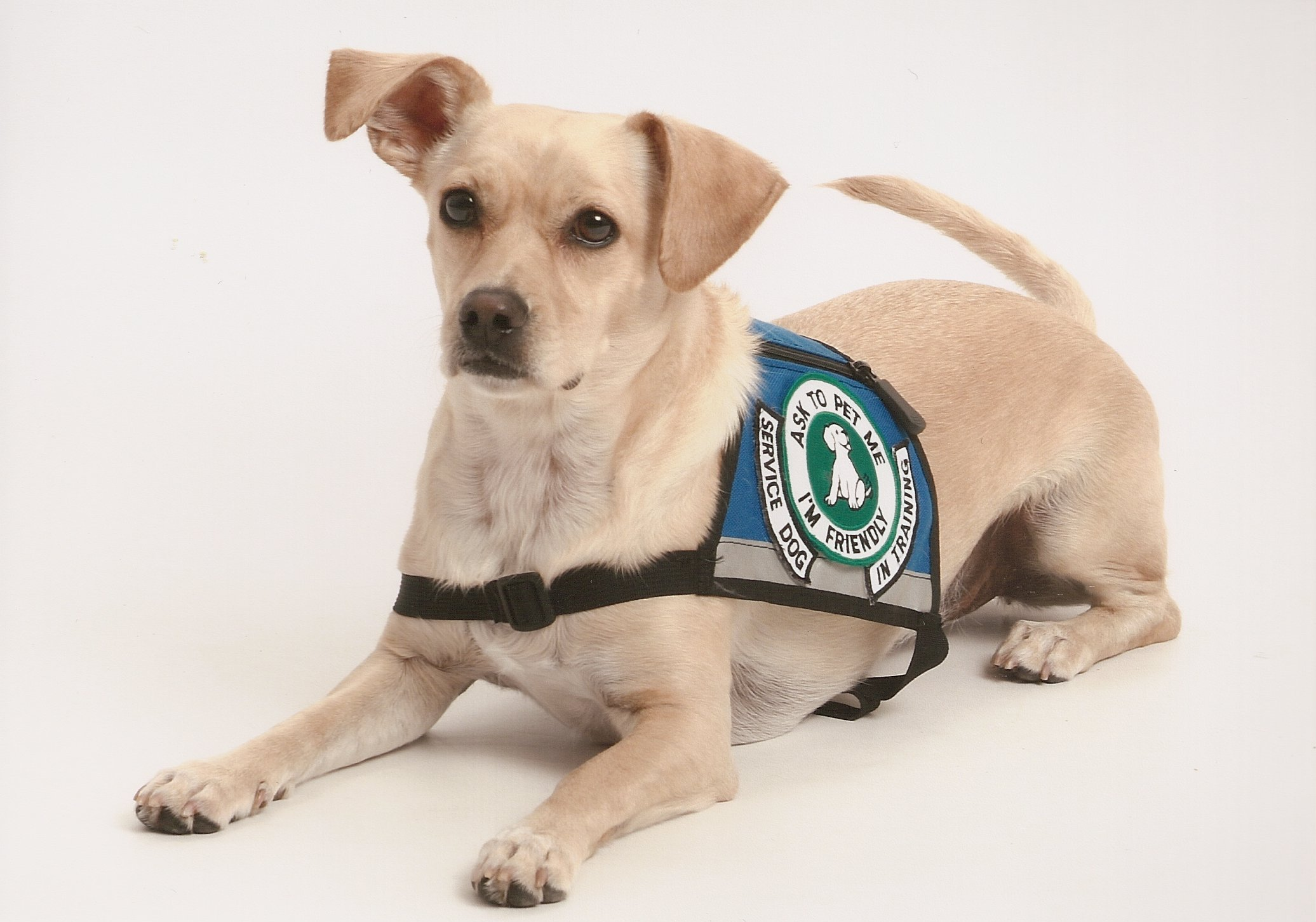
Un jeune chien d'assistance psychiatrique en entraînement

Le chien n'incarne pas le rôle de thérapeute, mais simplement celui de médiateur afin de participer au mieux-être des individus. Dans les hôpitaux, la chaleur de sa fourrure, sa présence affectueuse, son contact physique vont aider le thérapeute à améliorer l’état physique des malades en améliorant leur état moral[réf. nécessaire]. Dans les maisons de retraite, il rassure par sa spontanéité et sa sincérité, il sécurise, il permet de communiquer avec les autres, il permet de renouer avec la vie et d’avoir un but, il redonne confiance en soi, et comble le vide[réf. nécessaire].
Dans les écoles, pédagogique, l’enseignant peut grâce au chien introduire l’apprentissage des pays selon l’origine des races, l’orthographe, les méthodes pour éduquer, les rapports sociaux corrects, etc.[réf. nécessaire] Toutefois, dans les ZEP notamment, le travail se portera sur le développement des compétences socles (voir travaux du professeur Hubert Montagner[réf. nécessaire]). Le chien peut également se rendre utile pour apprendre le respect de l’autre et développer l’empathie chez les enfants des quartiers défavorisés[réf. nécessaire]. Il peut participer à la réintégration sociale en établissant une relation symbiotique, il permet d’aller à la rencontre de l’autre. Remarquons que ce travail peut être appliqué à d'autres populations. Un travail sur l'éveil et la psychomotricité peut être envisagé. En bibliothèque, le chien de lecture peut aider à travailler la lecture à voix haute.

### Le chat
La zoothérapie avec les chats est une forme de thérapie animale qui utilise des chats pour améliorer la santé physique, émotionnelle et mentale des individus. Les chats sont connus pour leur nature apaisante et leur capacité à créer des liens avec les humains, ce qui en fait des compagnons idéaux pour la zoothérapie. Voici quelques-unes des façons dont la zoothérapie avec les chats peut être bénéfique:
- Réduction du stress et de l'anxiété : Passer du temps avec des chats peut aider à réduire le niveau de stress et d'anxiété. Le simple acte de caresser un chat peut déclencher la libération d'endorphines, les hormones du bien-être, dans le cerveau.
- Amélioration de la santé mentale : Les chats peuvent apporter du réconfort aux personnes souffrant de dépression, de solitude ou de troubles de l'humeur. Leur présence et leur affection peuvent aider à combattre la sensation d'isolement.
- Stimulation sensorielle : Les chats stimulent les sens, ce qui peut être particulièrement utile pour les personnes âgées ou les personnes atteintes de troubles cognitifs. Les ronronnements des chats, par exemple, sont souvent apaisants[18].

### Autres animaux
- Le grand dauphin (delphinothérapie)
- Les tourterelles, cochons d'Inde, lapins ou furets utilisés dans :

En établissement pénitentiaire, les animaux sont nourris et soignés par les détenus dans des « ateliers de médiation » spécialement aménagés dans les locaux de la prison.

## Bienfaits de la zoothérapie

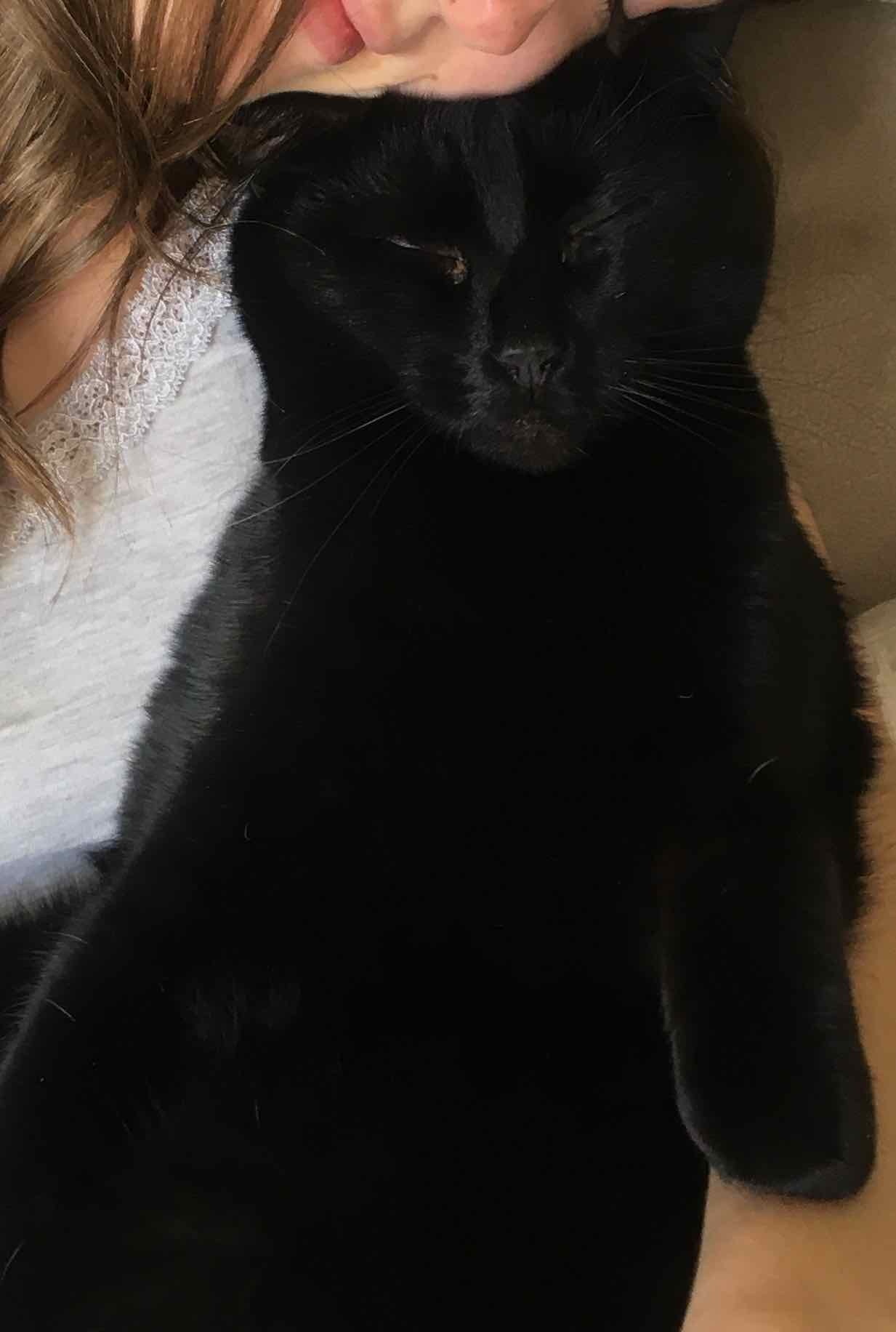
Exemple de Zoothérapie avec un chat domestique

Les bienfaits de la zoothérapie agissent sur différents aspects généraux de notre bien être et de notre santé physique mais aussi mental. Tout d'abord, le contact avec un animal agit comme un antistress en favorisant la relaxation. Cette relaxation se verrait nettement sur le plan de la santé physique avec une réduction de la pression artérielle mais aussi de la fréquence cardiaque . Sur le plan de la santé mentale, la relaxation que la zoothérapie procure a aussi un impact sur la baisse de l'anxiété et des états dépressifs . La Zoothérapie est aussi utilisée dans le cadre hospitalier notamment dans les soins de personnes âgées en Ehpad. En premier temps cette thérapie permet de raviver les sens des personnes âgées, notamment le touché ce qui leur permet de retrouver d'anciennes sensations à travers des câlins avec les animaux leur procurant des émotions. Le toucher permet aussi aux patients souffrant d' Alzheimer de reprendre contact avec leur propre corps. En deuxième temps, la Zoothérapie aide les personnes âgées sur un plan cognitif. En effet, d'avoir une activité physique à leur âge peut prévenir l'arrivée d'un déclin intellectuel. D'autre part, la zoothérapie aussi appelée méditation par l'animal, aide les enfants dans le décrochage scolaire, la socialisation mais aussi ceux ayant un haut potentiel intellectuel (HPI) . Cette thérapie permet aux jeunes enfants de limiter l'angoisse liée à la séparation avec leurs parents pour sociabiliser à l'école. De plus, le fait de mettre en relation des enfants avec un animal permet de leur faire prendre confiance en soi limitant alors le décrochage scolaire pouvant parvenir aussi aux enfants HPI.

## Critique de la zoothérapie
Dans son sens large, selon une recherche bibliographique de Madame Gaëlle Faure de l'École nationale supérieure des sciences de l'information et des bibliothèques de France, « la zoothérapie est un concept qui peut aussi bien désigner le fait de posséder un animal à la maison que des séances de thérapie institutionnalisées et encadrées par un professionnel de la santé ou un intervenant quelconque ». Le vétérinaire américain Marty Becker, l’un des porte-paroles de cette industrie a résumé l’importance de la zoothérapie dans la vie des gens à l’occasion d’un symposium sur le bien-être des animaux : « Loin d’être un luxe, les animaux de compagnie sont de plus en plus nécessaires. Le rôle qu’ils jouent sur le plan thérapeutique, émotif et social est de plus en plus important […] La médecine vétérinaire reconnaît (et c’est ça le plus important!) que ce lien est une force vitale pour promouvoir le bonheur et la santé non seulement des animaux, mais des gens de tous les âges. » L’appellation « zoothérapie » est donc un terme générique désignant non seulement l’impact positif des animaux sur les humains en général, mais aussi l’impact des humains sur les animaux, car il est unanimement convenu que la zoothérapie est aussi bénéfique pour les animaux que pour les humains. Il est utile de le préciser dès le départ, car toute la promotion de l'industrie des animaux compagnie et de la zoothérapie s'appuie sur cette fausse allégation.[Interprétation personnelle ?]

### Problèmes méthodologiques
Les thèses de cette forme de thérapie récemment institutionnalisée grâce aux travaux de son inventeur, le pédopsychiatre américain, Boris Levinson,,,,,,,, s’appuient sur une variété de disciplines et de perspectives scientifiques (génétiques, biologiques, psychologie développementale, théorie psychanalytique, éthologie, etc.). La recherche dans ce domaine est prolifique. En 1997 déjà, le Dr Allen, un épidémiologiste américain, avait recensé plus de 1 000 études en anglais seulement.
Les problèmes méthodologiques associés à cette recherche sont par contre importants et persistants dans la durée,,,,,,,,,. En 1984, dans un article de synthèse, les scientifiques américains A.M. Beck et A.H. Katcher ont relevé les failles méthodologiques couramment identifiées dans ce domaine de recherche et, bien qu'ils aient complètement démenti les thèses de la zoothérapie, la recherche continue dans ce domaine, avec les mêmes lacunes rapportées il y a trente ans,,.
Si plusieurs études de recherches sont publiées dans des revues scientifiques à comité de lecture, selon les règles de l’art, à quelques rares exceptions près, les études en question, y compris celles du psychiatre Boris Levinson, le père de la zoothérapie moderne, sont majoritairement des études de cas. Or, bien que ce type d'études soit important pour ouvrir des voies de recherches et identifier des phénomènes nouveaux, elles sont, sur l’échelle des critères de validité scientifique, à ranger sur l’échelon le plus bas (passage non neutre). En d’autres termes, ce type d’étude ne démontre absolument rien.
Pour valider une hypothèse correctement, il faut avoir recours à des recherches quantitatives autorisant le recours aux statistiques, comme des études épidémiologiques de grande envergure ou des essais cliniques avec répartition aléatoire. C’est grâce à une combinaison d’études de différents types, qualitatives et quantitatives, que les chercheurs réussissent à se prononcer sur un sujet avec un degré de certitude qui dépend directement de la qualité de ces études, et aussi de leur nombre. C’est idéalement à ce stade-ci, lorsque les résultats des recherches sont relativement fiables, c’est-à-dire reproductibles, que la recherche sur les applications est effectuée,.
Or, en zoothérapie, les études comme celles qui viennent d'être décrites sont pour ainsi dire absentes. Aucune des 1 000 études évoquées ci-dessus par le Dr Allen ne compare la magnitude des effets des cas cités avec un groupe témoin sans animaux ou avec le public en général. Selon les scientifiques américains Krugger et Serpell, « bien qu’impressionnante par leur variété et leur étendue, aucune de ces théories n’a été testée adéquatement par des études quantitatives, et la plupart de celles qui l’ont été ont donné des résultats équivoques ou contradictoires. »  Un constat corroboré en 2008 par les scientifiques Lilienfeld, Scott O. et Arkowitz, Hal, en 2010 par les scientifiques Anna Chur-Hansen, Cindy Stern et Helen Winefield et en 2011 par le scientifique Harold Herzog qui conclut ceci : « l'existence d'un "effet animal" généralisé sur la santé physique et mentale de la population est une simple hypothèse sans aucun fondement [...] Bien que les médias soient remplis d’articles vantant les bénéfices sur la santé des animaux, les études qui démontrent que les animaux n’ont aucun impact ou qu’ils ont des effets négatifs sur la santé mentale et physique font rarement les manchettes. »
Enfin, l'implication prépondérante des psychologues soulève un sérieux problème de crédibilité et de compétence, car la psychologie en général ne suit pas les critères de scientificité. Selon Jacques Forget, vice-doyen à la recherche en sciences sociales à l’Université du Québec à  Montréal, « une psychologie qui se prétend scientifique devrait utiliser une méthode de recherche scientifique. Toutefois, dans bien des cas, on préfère s’appuyer sur l’autorité. […] De plus, en psychologie professionnelle, c'est la recherche qualitative qui est souvent privilégiée; […] Pourtant, et en dépit de son intérêt, l'estimation qualitative ne peut remplacer la recherche quantitative, basée sur des données probantes et reposant sur de nombreuses expériences ou études. »

### Doutes sérieux sur l'efficacité réelle
En 1998, puis en 2007, les scientifiques Marino Lori et Lilienfield Scott, les plus grands spécialistes au monde des dauphins, ont dénoncé dans les médias grand public, la piètre qualité de la recherche sur les bienfaits thérapeutiques des dauphins sur les enfants autistes. Selon Lori et Scott, « cette thérapie n’offre aucune amélioration palpable dans l’état des enfants atteints d’un déficit mental. […] fréquemment associée à des blessures et à des infections, cette thérapie est aussi dangereuse pour les enfants que pour les dauphins qui font l’objet d’une chasse effrénée, aussi méconnue que cruelle,. » Les rares études fiables comme celles qui sont répertoriées par Tracy Humphries sont unanimes : nager avec les dauphins n’a aucun effet durable sur la condition psychologique des autistes ni sur qui que ce soit d'ailleurs,,.
Les études servant à étoffer les bienfaits allégués des autres espèces comme le cheval ne sont, quant à elles, guère plus édifiantes,. Et il n’y a aucune raison de croire que les autres espèces comme le chien qui sont de plus en plus utilisées à cette fin sont plus efficaces. Les observations de Marino Lori et Lilienfield Scott sont transposables de facto à la zoothérapie en général. À ce jour, après plus de 50 ans de « recherche » intensive et des centaines, voire des milliers de publications dans des revues « scientifiques », il n’existe aucune preuve tangible de son efficacité. Toutes les recherches dignes de ce nom qui sont cités en partie dans cette critique de la zoothérapie sont unanimes : cette « thérapie » ne sert à combattre aucune forme de maladie et de handicap physique ou mental. Certaines études d'envergure ont montré des effets négatifs sur la santé mentale et physique de la population.
Certaines personnes âgées en maison de retraite, par exemple, ressentent un réconfort indéniable lors de la visite des chiens thérapeutes, mais ce regain de vie est surtout dû à l’enthousiasme suscité par la visite des accompagnateurs et tout le brouhaha qui l’accompagne ; certains accompagnateurs, les plus populaires, sont très habiles à faire de cet évènement une véritable fête. En d’autres mots, la visite de la famille, d’amis ou de bénévoles, les activités sociales organisées par le centre de retraite sont aussi efficaces, sinon plus, car rien n’est plus intéressant pour des êtres humains relativement normaux que le contact avec leurs semblables. Une étude du Pew Research Center, sur 3000 américains a montré que les propriétaires d'animaux n'était pas plus heureux que les autres. Une conclusion corroborée par des chercheurs anglais.
Selon une étude australienne importante (2005) sur 2 551 personnes âgées, la possession d'un animal est plutôt associée à une mauvaise santé physique et à la dépression. Une étude anglaise (2011) a montré que les personnes âgées très attachées à leur animal étaient plus déprimées que ceux qui ne dépendaient pas d'un animal. Une étude épidémiologique suédoise sur 40 000 personnes, financée par les fonds publics, a montré quant à elle que les propriétaires d'animaux avaient beaucoup plus de problèmes psychologiques (dépression, anxiété, insomnie, fatigue chronique) que ceux qui n'en avaient pas. Enfin, dans une étude épidémiologique de grande envergure sur 21 000 personnes (2006), une des très rares études quantitatives non chapeautées par les fabricants d’aliments pour animaux, les scientifiques finlandais Koivusilta Leena K. et Ojanlatva Ansal ont montré que les propriétaires d’animaux sont plus souvent malades. En outre, ils font moins d’exercices que la moyenne : 26 % de ceux qui possèdent des animaux de compagnie font de l’embonpoint, contre 21 % des gens qui n’en ont pas. Quant à l’exercice, 16 % des propriétaires d’animaux en faisaient moins d’une fois par mois, contre 2 % des autres. Le risque de problème de santé est de 10 % à 20 % plus élevé, même en tenant compte de facteurs comme l’âge ou le niveau socioéconomique. Il s’agit d’une augmentation du risque considérable, comparable à celle qu’ont les célibataires, les veufs et les divorcés.
Quant à l'étude de Friedman sur les effets anxiolytiques des animaux, l'une des plus citées par les adeptes de cette thérapie, elle est peu concluante, : « Ce type d'études suggère que la présence d'un animal peut faire baisser notre pression sanguine et notre niveau de stress, mais sans nous dire pourquoi. De plus, cette étude ne nous dit pas si nos autres substituts préférés comme notre poupée favorite ou un quelconque porte-bonheur n'ont pas un effet similaire,. »
Une étude beaucoup plus scientifique (2010) sur 425 victimes d'un infarctus, une étude totalement ignorée par les médias, a montré que les propriétaires d'animaux couraient plus de risques que les autres d'avoir une rechute ou de mourir au cours de l'année. Des résultats corroborés par plusieurs autres études,,,.
Les animaux étant généralement perçus comme des modulateurs de bonne conduite, les parents achètent des animaux à leurs enfants non seulement pour les mettre en situation de responsabilité, mais aussi en pensant que le contact avec un animal les aidera à devenir de meilleures personnes, plus tolérantes, compatissantes et généreuses; il est également admis qu’ils apprendront à mieux aimer autrui et à mieux respecter les autres espèces et la nature. L’Église catholique attribue par ailleurs aux animaux un pouvoir rédempteur, dans l’esprit de l’hagiographie des saints comme François d’Assise. Or, si la responsabilité d’un animal peut en théorie inciter certains enfants à être plus disciplinés et à mieux organiser leur temps en fonction des besoins de leur animal, l’histoire ne dit pas si en pratique ce ne sont pas les parents, qui finissent éventuellement par assumer cette tâche à la place de l’enfant.